# Ceratocilia
Ceratocilia är ett släkte av fjärilar. Ceratocilia ingår i familjen Crambidae.
Kladogram enligt Catalogue of Life:
| Ceratocilia | \| \| Ceratocilia imbrexalis \| \| \| \| \| \| Ceratocilia liberalis \| \| \| \| |
|             | \| \| Ceratocilia imbrexalis \| \| \| \| \| \| Ceratocilia liberalis \| \| \| \| |
|             | Ceratocilia imbrexalis                                                           |
|             |                                                                                  |
|             | Ceratocilia liberalis                                                            |
|             |                                                                                  |